# Stanka Hrastelj

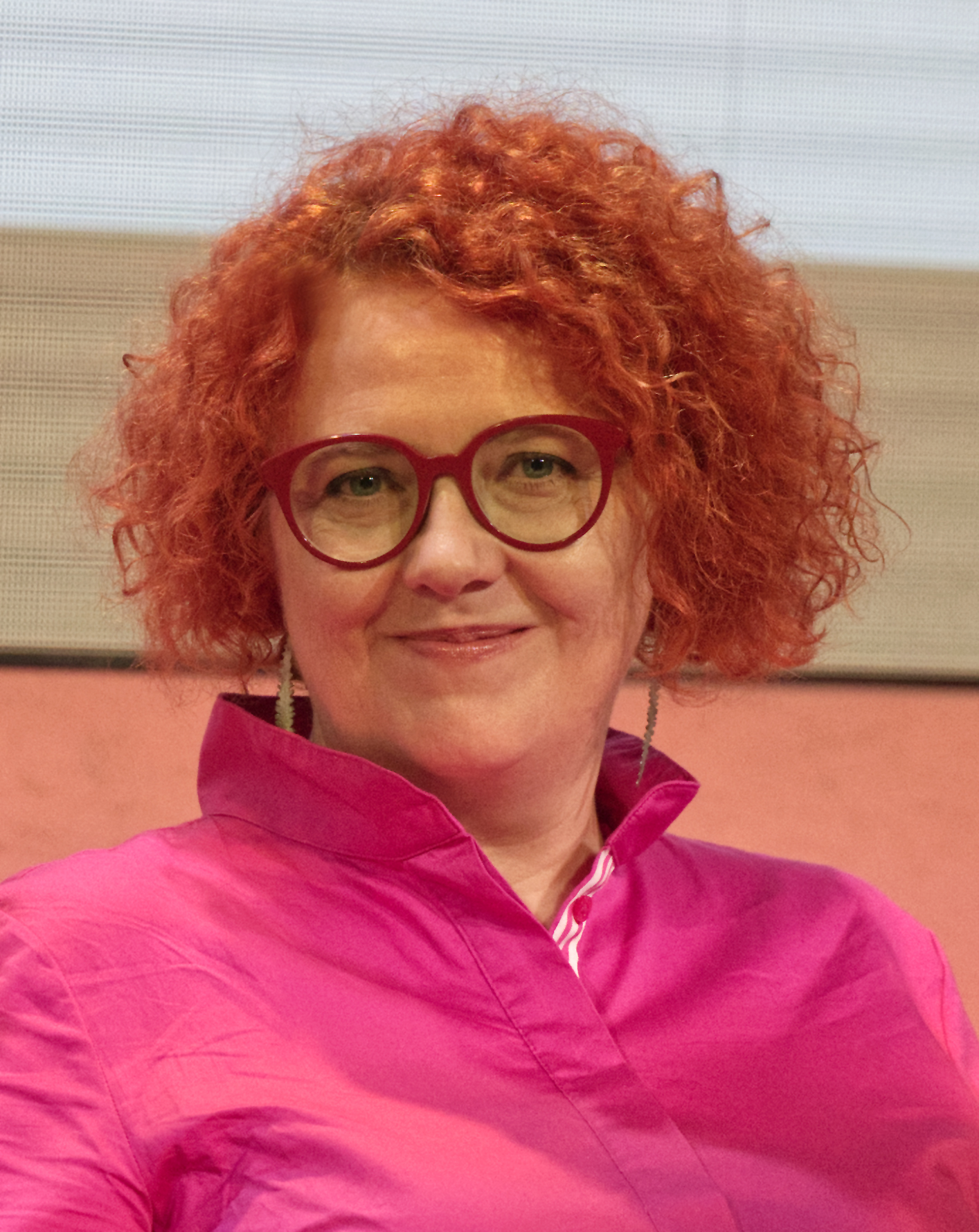
Stanka Hrastelj, Frankfurter Buchmesse 2023

Stanka Hrastelj (* 29. März 1975 in Brežice, Jugoslawien) ist eine slowenische Dichterin und Schriftstellerin.

## Leben und Werk
Hrastelj besuchte das Gymnasium in Brežice und studierte anschließend Theologie an der Universität Ljubljana, schloss das Studium jedoch nicht ab.
2001 machte sie erstmals auf sich aufmerksam, als sie mit ihrer Lyrik beim Festival junger Literatur Urška als beste Dichterin ausgezeichnet wurde. 2005 veröffentlichte sie ihren ersten Gedichtband Nizki toni („Niedrige Töne“), für den sie den Preis für das beste literarische Debüt erhielt. 2009 folgte ihr zweiter Band Gospod, nekaj imamo za vas („Mein Herr, wir haben etwas für Sie“), mit dem sie für den Jenko-Preis nominiert war. Der thematische Schwerpunkt ihres Schreibens liegt auf gesellschaftlich marginalisierten und tabuisierten Themen wie physische und psychische Krankheiten, Suizid u. ä. 2012 veröffentlichte sie ihren ersten Roman Igranje („Spielen“), der sich um die psychische Erkrankung der weiblichen Hauptfigur dreht und es in die engere Auswahl für den Kresnik-Preis schaffte. Für das unveröffentlichte Manuskript hatte sie zuvor den Modra ptica-Preis des Verlags Mladinska knjiga erhalten, der den Roman anschließend veröffentlichte. Auch für ihren zweiten Roman Prva dama (dt. Übersetzung Batseba, 2022, Übersetzerin Metka Wakounig) wählte sie eine weibliche Hauptfigur, und zwar Batseba, die Frau von König David.
Hrastelj übersetzt außerdem Lyrik aus dem Kroatischen und Serbischen. Weiterhin betätigt sie sich als Keramikerin und betrieb gemeinsam mit ihrem Mann ein Töpferatelier. Seit 2009 ist sie als freischaffende Künstlerin tätig. Sie ist Mitglied des Slowenischen Schriftstellerverbands.

## Publikationen

### Lyrik
- Nizki toni. Novo mesto: Goga, 2005.
- Gospod, nekaj imamo za vas. Ljubljana: Študentska založba, 2009.
- Anatomie im Zimmer. Zweisprachige Ausgabe mit deutschen Übersetzungen von Daniela Kocmut. Wien: Edition Korrespondenzen, 2013.

### Romane
- Igranje. Ljubljana: Mladinska knjiga, 2012.
- Prva dama. Ljubljana: Mladinska knjiga, 2018.
  - dt. Übersetzung: Batseba. Übersetzt von Metka Wakounig. Erlangen: homunculus verlag, 2022.